# Adam Gabriel
Adam Gabriel (* 28. května 2001) je český profesionální fotbalista, který hraje na pozici pravého obránce za dánský klub FC Midtjylland a za český národní tým do 21 let.

## Klubová kariéra

### Sparta Praha
Gabriel je odchovancem pražské Sparty. Za sparťanskou rezervu nastoupil poprvé v úvodním utkání 1. kola sezony 2019/20 proti Domažlicím, odehrál téměř celý zápas. Z 16 zápasů, které před přerušením 3. ligy Sparta „B“ odehrála, nastoupil Gabriel do 13 z nich, ve všech případech v základní sestavě; vstřelil 1 gól. S A-týmem Sparty absolvoval celou letní přípravu před sezonou 2021/22. Za „Letenské“ debutoval 10. srpna 2021 v odvetě 3. předkola Ligy mistrů proti AS Monaco FC, když nastoupil na závěrečných 10 minut místo Tomáše Wiesnera.

### Hradec Králové
V květnu 2022 přestoupil Gabriel do Hradce Králové, opačným směrem putoval Jan Mejdr. Ve své první sezóně v dresu Votroků odehrál Gabriel 26 utkání, ve kterých vstřelil 2 branky a pomohl Hradci ke konečné 8. příčce.

## Reprezentační kariéra
Gabriel odehrál v roce 2019 dva přátelské zápasy za reprezentaci do 19 let.
V září 2021 Gabriel debutoval v české „jednadvacítce“, a to v utkání proti Slovinsku. 7. října si připsal na své konto první reprezentační gól, a to, když rozhodl jediným gólem o výhře 1:0 nad Kosovem v rámci kvalifikace na mistrovství Evropy 2023.
V červnu 2023 byl nominován na závěrečný turnaj mistrovství Evropy hráčů do 21 let. Na turnaji byl stabilním členem základní sestavy.

## Osobní život
Je synem bývalého fotbalisty Petra Gabriela. Má dvojče Šimona, který je také fotbalistou, hraje za Viktorii Žižkov, kde je na hostování z Viktorie Plzeň.